# Боґушево (Вармінсько-Мазурське воєводство)
Боґушево (пол. Boguszewo, нім. Bogunschöwen) — село в Польщі, у гміні Міломлин Острудського повіту Вармінсько-Мазурського воєводства.
Населення — 127 осіб (2011).

## Демографія
Демографічна структура станом на 31 березня 2011 року:
|          | Загалом | Допрацездатний вік | Працездатний вік | Постпрацездатний вік |
| -------- | ------- | ------------------ | ---------------- | -------------------- |
| Чоловіки | 71      | 17                 | 46               | 8                    |
| Жінки    | 56      | 12                 | 31               | 13                   |
| Разом    | 127     | 29                 | 77               | 21                   |